# 事勿れ主義
「事勿れ主義」（ことなかれしゅぎ）は、中村中の8枚目のシングル。

## 概要
2008年12月17日に発売された。
2009年2月25日発売予定の3枚目のアルバム『あしたは晴れますように』の先行シングルとして発表された。ジャケットでは中村が平手でぶたれているものとなっている。

## 収録曲
1. 事勿れ主義
楽曲プロデュースに初めて東京事変の亀田誠治を迎えて制作された。なお亀田は、過去にメジャーデビューシングル「汚れた下着」の発売に際してもコメントを寄せたこともある。楽曲はこれまでベースにしてきた歌謡曲にロックとスウィングジャズの要素を取り込んだものになっている。キャッチコピーの『国民の皆様、いいんですか、それで?』からも窺えるように、歌詞は事なかれ主義な世間に対するアンチテーゼを描いた内容となっている。
PVを撮影した場所は、千葉都市モノレールの千葉駅である
2. 煙草
3. 部屋掃除